# Pfarrkirche Fohnsdorf

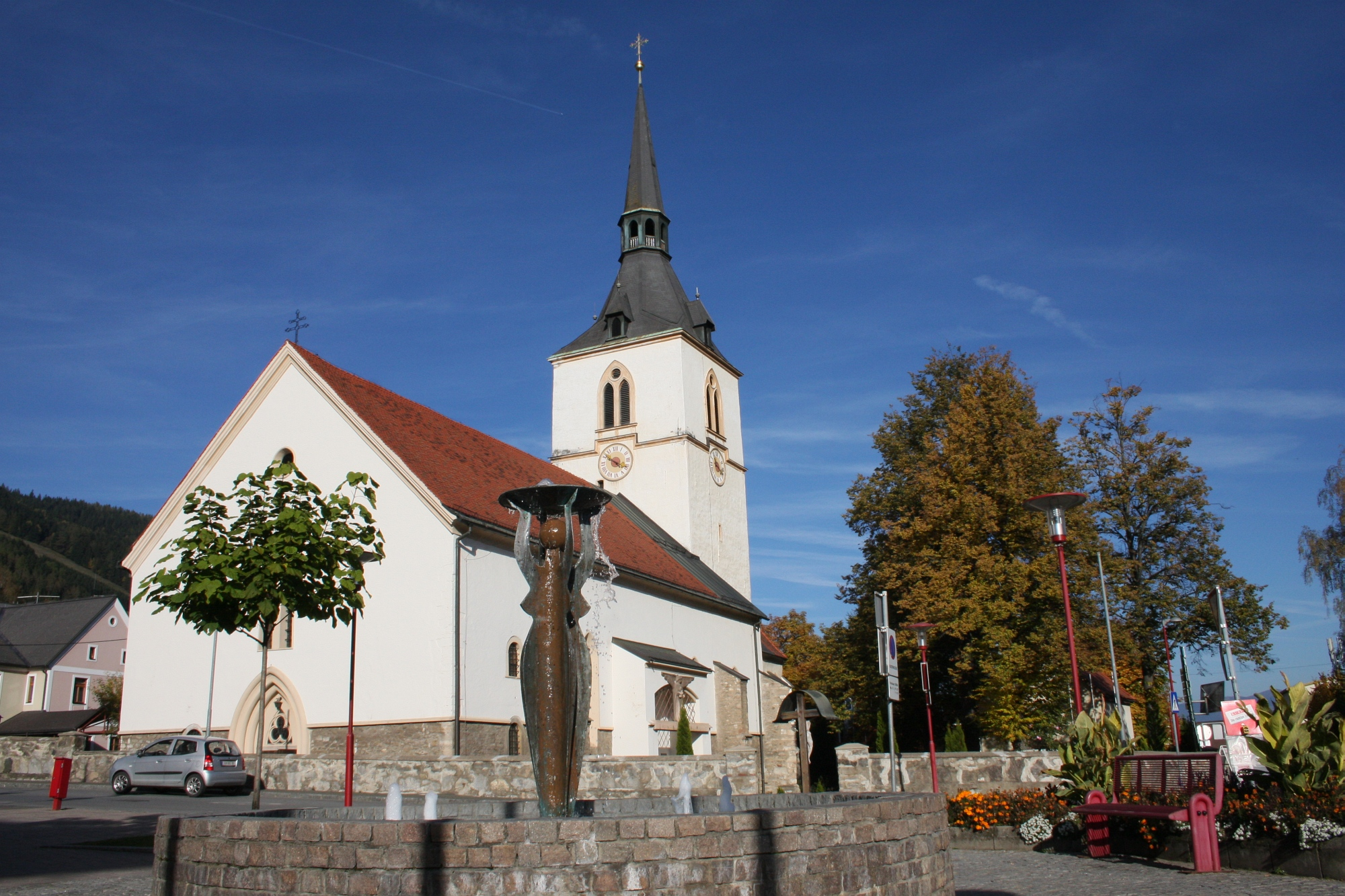
Kath. Pfarrkirche hl. Rupert in Fohnsdorf

Die römisch-katholische Pfarrkirche Fohnsdorf steht im Ortszentrum Fohnsdorfs in der Gemeinde Fohnsdorf im Bezirk Murtal in der Steiermark. Die dem heiligen Rupert geweihte Pfarrkirche gehört zum Dekanat Judenburg in der Diözese Graz-Seckau. Die Kirche und der Friedhof stehen unter Denkmalschutz.

## Geschichte
Die älteste Pfarre dieser Gegend wurde 1147 erstmals urkundlich genannt. Im 15. und 16. Jahrhundert wurde die Pfarrkirche im gotischen Stil vergrößert. Aus dieser Zeit stammen die Strebepfeiler, die Spitzbogenfenster, die Sternrippengewölbe, das Presbyterium im Osten (Hochaltarraum), die Chorempore auf achteckigen Pfeilern (Westempore), das Südportal (Seitentür), die Sakristeitür, das Taufbecken, eingemauerte Wappensteine (Grabsteine) und die Statuen des Blasius von Sebaste und der Mater Dolorosa. Aus der Barockzeit (17. und 18. Jahrhundert) stammen ein großes Lederwaschbild, das eine Kreuzigung zeigt, der Grabstein der Gabelkofen im Altarraum, die Putten auf der Westempore und der Florian von Lorch. Ende des 19. Jahrhunderts wurde die Kirche neugotisch umgestaltet, dies betraf den Hochaltar, zwei Seitenaltäre, Kreuzwegbilder und Heiligenfiguren (z. B. Herz-Jesu-Statue, Mariensäule, Barbara von Nikomedien, Heiliger Joachim, Heilige Anna, Margareta Maria Alacoque, Aloisius von Gonzaga, die Apostel Johannes und Judas Thaddäus, Franz von Assisi und Heiliger Antonius). Der Kirchturm erhielt einen Spitzhelm anstelle eines Zwiebelturms. 1947 wurde ein Fresko der Bergpredigt gestaltet, 1965 der Marienaltar durch einen Brand zerstört. 1967 bekam die Kirche nach den Vorgaben des Zweiten Vatikanischen Konzils einen Volksaltar aus Mainzer Sandstein, die Kanzel wurde entfernt und eine Tabernakelnische erbaut, der Bau wurde 1971 abgeschlossen. 1991 erhielt die Kirche eine Orgel mit 32 Registern des Orgelbaus Kögler. 2003 wurde der Kircheninnenraum renoviert, ein neuer Ambo und ein neuer siebenarmiger Leuchter vom Bildhauer Rudolf Hirt gestaltet.

## Architektur
Das breitgelagerte, fünfjochige Langhaus mit eingestellten Strebepfeilern – südseitig auch nach außen vortretenden Strebepfeilern – mit vorgelegten Runddiensten auf Basen trägt ein Sternrippengewölbe. Der Fronbogen ist ein eingeschnürter Spitzbogen. Das romanische Chorquadrat ist von einem Kreuzrippengewölbe mit Halbrunddiensten überspannt, die nahe dem Boden ansetzen. An das Chorquadrat schließt gegen Osten ein einjochiger, gotischer Chor mit einem Kreuzrippengewölbe auf Konsolen und einem Fünfachtelschluss. Im Chor befindet sich eine gotische Sessionsnische mit einem Abhängling, Maßwerkfenster und Strebepfeiler. Die Schlusssteine der Gewölbe sind rund. Die gotischen Langhausfenster (ohne Maßwerk) haben Glasscheiben aus 1926 bis 1931. Die dreiachsige, netzrippenunterwölbte Westempore steht auf zwei Achteckpfeilern und springt mittig leicht zurück. Der mächtige romanische Chorquadratturm hat einen neugotischen Aufbau mit einem reich ausgeformten Spitzhelm. Das profilierte Südportal hat einen Spitzbogen. Das Sakristeiportal hat eine Tür mit einem Eisenplattenbeschlag in einem Schulterportalbogen. Die Sakristei, nördlich an das  Chorquadrat angeschlossen, hat ein gotisches Kreuzgratgewölbe und einen Dreiachtelschluss. Im nördlichen Chorwinkel der Sakristei ist ein Treppentürmchen. Eine weitere Spindeltreppe befindet sich in der Nordwestecke des Langhauses als Aufgang zur Westempore.

## Ausstattung
Der neugotische Hochaltar aus 1876 entstand nach einem Entwurf des Bildhauers August Krumholz. Das ehemalige Hochaltarbild der Kreuzigung ist mit Joh. Löderwasch Pinxit 1806 bezeichnet. Der runde, zwölfmal gekerbte Taufstein aus dem 16. Jahrhundert hat einen sechseckigen Sockel. Wappensteine zeigen innen: Jörg Schwarcz (16. Jahrhundert), Joh. Seyfried von Gabelkhoven, gestorben 1707; außen: Franz Anton Weeßenthall, gestorben 1757, mit einem Kruzifix und dem hl. Franziskus unter einem Baldachin.
Die Orgel hat neugotische Formen. Es gibt eine Glocke aus 1533.

## Karner
Südlich der Pfarrkirche auf der Höhe des Chores steht der ehemalige Karner, welcher seit 1952 als Kriegergedächtnisstätte dient. Das Rechteckgebäude mit einem Dreiachtelschluss im Osten hat eine rezente Holzdecke. Die Glasfenster schuf 1951 der Glasmaler F. Felfer. Die Plastik schuf der Bildhauer K. Gollner.